# Candidiano
Candidiano (latino: Gaius Valerius Candidianus; 297 circa – 313) fu il figlio dell'imperatore romano Galerio.

## Biografia
Galerio ebbe Candidiano da una concubina; la moglie legittima, Valeria Galeria, lo adottò. Il progetto di Galerio era quello di far abdicare Costanzo Cloro, divenire augusto assieme a Licinio, regnare per venti anni, poi abdicare in favore di Candidiano; all'interno di questo progetto va vista l'elezione di Candidiano a cesare dal 310 al 311, anno in cui il progetto fallì per la sopravvenuta morte di Galerio.
Valeria chiese ospitalità a Massimino Daia (figlio di una sorella di Galerio), e Candidiano la seguì assieme alla nonna Prisca dall'augusto, come pure la seguì nell'esilio nei villaggi dei deserti siriani, quando Valeria rifiutò di sposare Massimino.
Alla morte di Massimino, fu il nuovo augusto Licinio ad accogliere benevolmente Candidiano e la madre. Fu poi lo stesso Licinio, però, a promuovere una purga dei famigliari dei tetrarchi che coinvolse Candidiano, come pure la figlia di Massimino, di soli sette anni, che gli era stata promessa in sposa.